# 御所浦タクシー
有限会社御所浦タクシー（ゆうげんがいしゃごしょうらタクシー）は、熊本県天草市御所浦島に本社を置くタクシー事業者である。

## 乗合タクシー

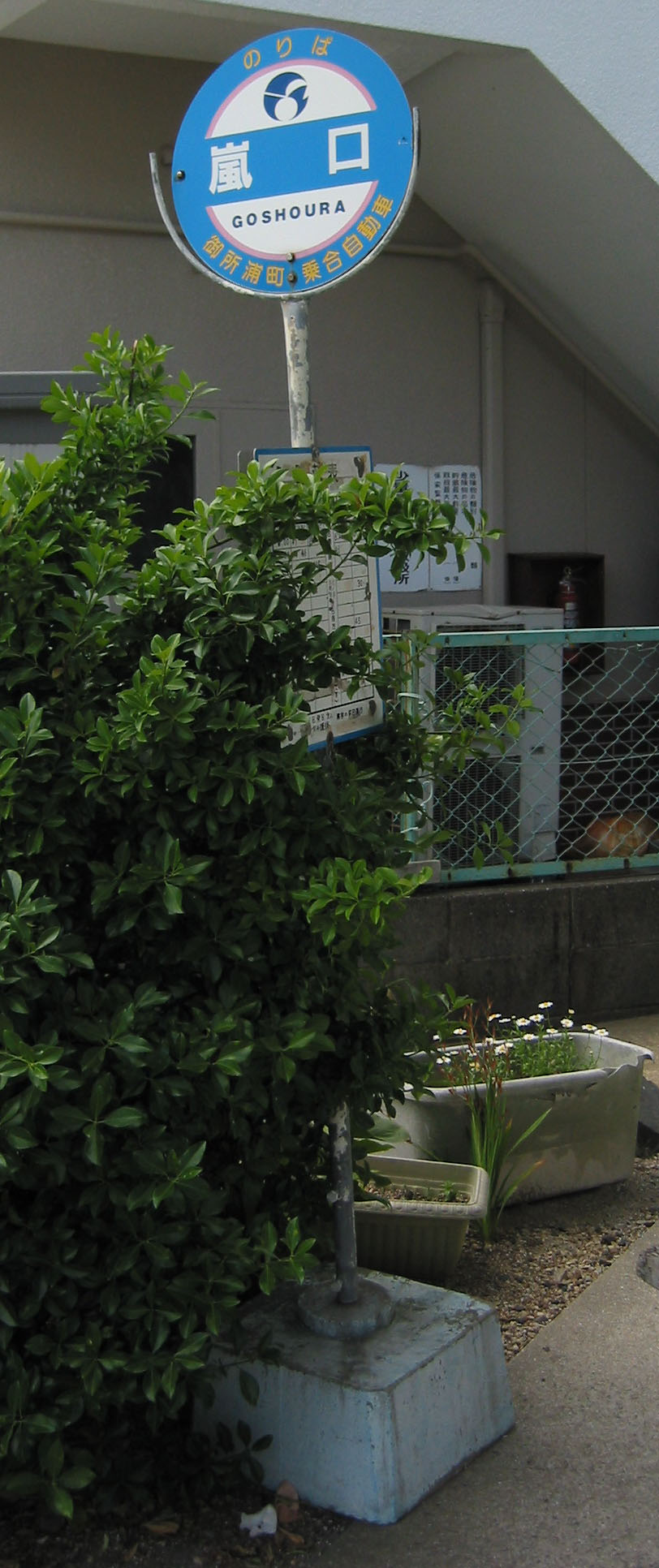
乗合タクシーの停留所

御所浦島内（路線は牧島にも乗り入れる）にて、「御所浦町旅客自動車」の名称で乗合タクシー路線を運行している。

### 御所浦町旅客自動車

#### 概要
- 御所浦島内にタクシー以外の公共交通機関がなかったため、増加する交通弱者等の交通手段確保のため旧御所浦町が主体となって運行開始した[1]。
- 運行経費の補助は、自治体がタクシーメーターの料金と運賃収入との差額を負担する方式を採っている。
- 運行形態は、定時定路線である。
- 運賃は1回200円均一（小学生以下、身障者は100円）。

#### 沿革
- 1996年10月1日 - 乗合タクシー運行開始[2]。

#### 路線
田の頭線
- 本郷 - 田の尻

江の口線
- 本郷 - 外平江の口

大浦線
- 本郷 - 大浦

#### 車両

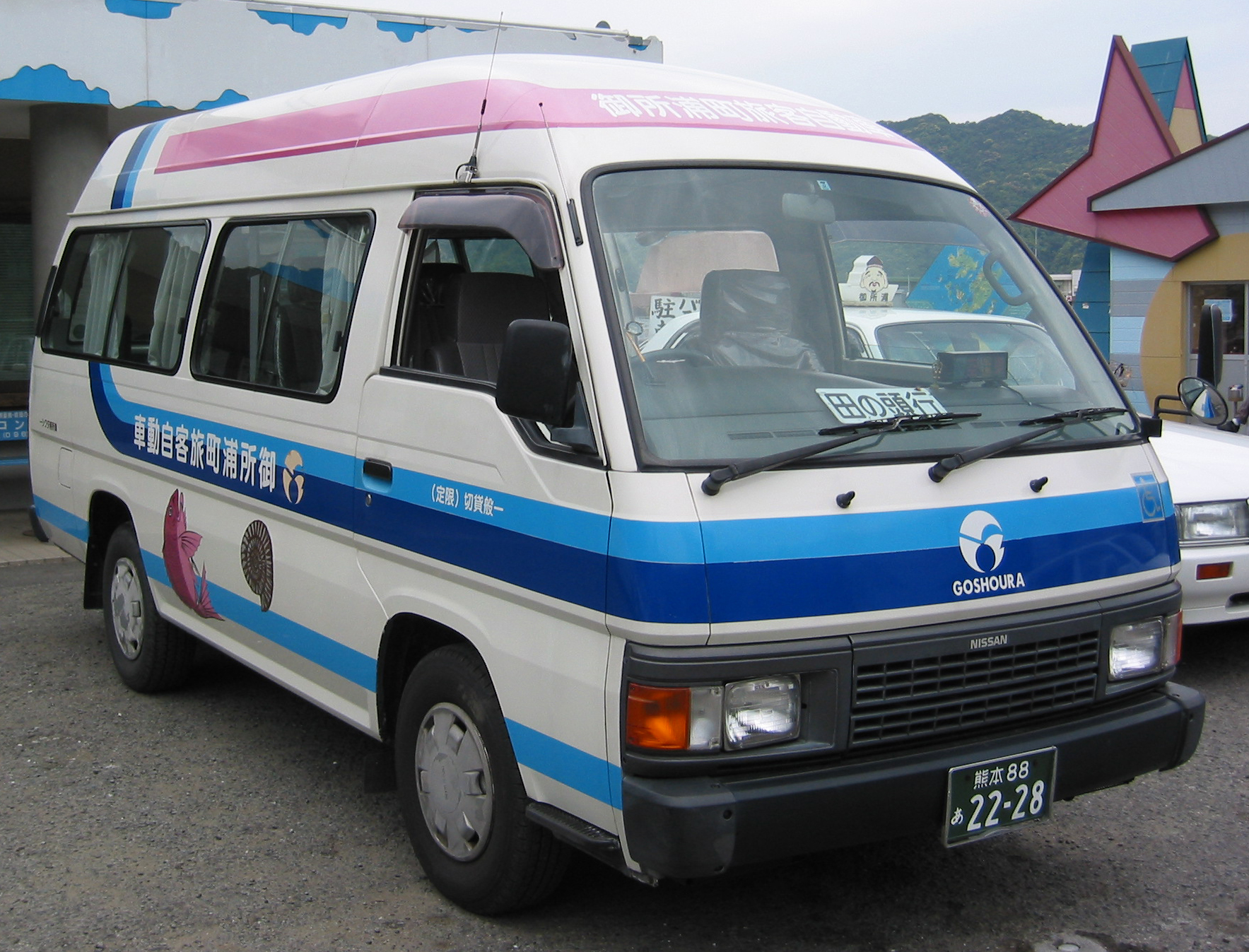
乗合タクシーの車両

- ジャンボタクシー2台で、運行している。